# فرقان ألدمير
فرقان ألدمير (بالتركية: Furkan Aldemir)‏ مواليد 9 أغسطس 1991، هو لاعب كرة سلة تركي بدأ مسيرته الاحترافية في سنة 2007 يلعب مع فريق فيلادلفيا سفنتي سيكسرز في الرابطة الوطنية لكرة السلة ويحمل الرقم 19. يبلغ طوله 6 قدم 10 بوصة (2.1 م).

## فرق لعب لها
- فيلادلفيا سفنتي سيكسرز

## روابط خارجية
- فرقان ألدمير على موقع الاتحاد الدولي لكرة السلة (الإنجليزية)
- فرقان ألدمير على موقع الدوري الأوروبي لكرة السلة (الإنجليزية)
- فرقان ألدمير على موقع إن بي أي (الإنجليزية)
- فرقان ألدمير على موقع سبورتس رفرنس (الإنجليزية)
- فرقان ألدمير على موقع كرة السلة الأوروبية.كوم (الإنجليزية)
- فرقان ألدمير على موقع DraftExpress.com (الإنجليزية)
- فرقان ألدمير على موقع إي إس بي إن.كوم (الإنجليزية)
- فرقان ألدمير على موقع ريلجم (الإنجليزية)
- فرقان ألدمير على موقع بروبوليرز (الإنجليزية)
- فرقان ألدمير على موقع سبورتس رفرنس (الإنجليزية)